# Marius Burlacu
Marius Mihai Burlacu (Brașov, 29 ottobre 1985) è un calciatore rumeno, centrocampista del Târgu Secuiesc.

## Carriera
Ha giocato nella massima serie rumena.